# Pawel Wladimirowitsch Zybin
Pawel Wladimirowitsch Zybin (russisch Павел Владимирович Цыбин, wiss. Transliteration Pavel Vladimirovič Cybin; * 23. Dezember 1905; † 4. Februar 1992) war ein sowjetischer Konstrukteur im Bereich Luft- und Raumfahrt, „Verdienter Wissenschaftler der RSFSR“, Leninpreisträger und Oberst der Reserve.

## Ausbildung und erste Arbeiten
Schon 1920 machte er die ersten Flüge auf einem Gleiter eigener Konstruktion. 1926 trat er in die 1. Sowjetische Luftfahrtschule in Gattschina, Fachrichtung Luftfahrttechniker, ein. In dieser Zeit entstand sein erstes Segelflugzeug „Chalturinez“. Ein weiteres Segelflugzeug „Standard“ baute er gemeinsam mit Oleg Antonow. Auf diese Zeit datiert auch seine Bekanntschaft mit Sergei Koroljow. Nach Beendigung der Schule folgte die Arbeit in der Abteilung für Lehrmittel in der Führung der Luftstreitkräfte der Roten Arbeiter und Bauern Armee (WWS RKKA), danach diente er in der Schule für Piloten und Techniker der Seefliegerkräfte in Perm. 1938, im Alter von 33 Jahren war Zybin schon Brigadekommissar. 1939 erfolgte der Umzug nach Moskau und der Eintritt in die Akademie für Luftfahrtingenieure Nikolai Schukowski. Gemeinsam mit D. N. Kolesnikow arbeitet Zybin an dem Lastensegler KZ-20 mit einer Nutzlast von 20 t, der sich in den Jahren des Großen Vaterländischen Krieges hervorragend bewährte. Dies war auch gleichzeitig der größte sowjetische Lastensegler während des Krieges.
Seit 1944 leitete Zybin ein Konstruktionsbüro im Werk in Beskudnikow bei Moskau, wo der neue, schwere Lastensegler Z-25 gebaut wurde, er konnte 25 Personen oder eine Panzerabwehrkanone samt Zugmittel transportieren. Mehr als 500 Exemplare befanden sich bis 1956 im Bestand der Luftlandetruppen.
Von 1945 bis 1948 baute man im OKB („Experimental-Konstruktionsbüro“) Zybin, im Auftrag des Flugforschungsinstituts, fliegende Testmuster Z-1 (LL-1, LL-2, LL-3). Sie waren für die Erforschung der Aerodynamik von Flügen im transsonischen Bereich vorgesehen. Von 1947 bis 1948 machten die Piloten und Helden der Sowjetunion Sultan Amet-Chan, Sergei Anochin und N. S. Rybko ca. 100 Testflüge. In dem Zuge erreichten sie auf der LL-3 im Sturzflug mit eingeschaltetem Triebwerk eine Geschwindigkeit von 1.200 km/h (M 0,97).
1947 begann in der UdSSR die erste Konversion der Verteidigungsindustrie. Das OKB Zybin wurde geschlossen und das Werk auf die Produktion ziviler Güter umgestellt.

## Arbeit in Raketenforschung
Für Zybin folgte nun die Arbeit im OKB-1 bei Koroljow, Erprobung der ersten sowjetischen ballistischen Raketen R-1 und R-2, die Erprobung und Einführung einer Flügelrakete zur Bekämpfung von Seezielen „Kometa“ aus dem Konstruktionsbüros von A. Mikojan und Sergo Beria, dem Sohn des Geheimdienstchefs Lawrenti Beria und des S-25-Fla-Raketenkomplexes für die Luftverteidigung Moskaus.

## Überschall-Flugzeuge: Das Projekt OKB-256
Am 4. März 1954 richtete Zybin einen Vorschlag zum Bau eines schweren, bemannten, strategischen Überschallbombers an die Regierung. Die Spitzengeschwindigkeit sollte bei 3.000 km/h und die Gipfelhöhe bei 30.000 m liegen, als Reichweite waren 14.000 km vorgesehen. Die vorbereitenden Projektarbeiten liefen unter der Leitung von P. W. Zybin im Büro für Neue Technik des ZAGI. Beteiligt waren die Spezialisten W. B. Schawrow, A. S. Kondratjew, O. W. Lelisejew und I. K. Kostenko.
Am 23. Mai 1955 erschien der Beschluss des Komitees für Luftfahrttechnik (GKAT Goskomitet awiazionnoj techniki) beim Ministerrat der UdSSR zur Bildung des OKB-256 auf der Basis des Werkes Nr. 256 in Podbereza und zum Bau des Flugzeuges RS. Zur Leitung des OKB-256 gehörten P. W. Zybin als Chefkonstrukteur, sein Stellvertreter für allgemeine Fragen A. G. Goljajew, der Stellvertreter für wissenschaftliche Arbeit B. A. Merkulow, für Spezialausrüstung und Systeme I. A. Jakowlew und W. B. Schawrow als Leiter der Konstruktionsabteilung. Für die Ausstattung des neuen OKB wurden die Leiter der anderen OKB’s verpflichtet, Personal abzugeben, weiterhin erfolgte eine breite Einstellung und dem OKB-256 wurden junge Absolventen zugeteilt.
Der strategische Bomber/Aufklärer RS und der schwere, gelenkte Flugkörper RSS (S-30) sollten in der Luft von den Trägerflugzeugen Tu-95N oder A-57 (Konstrukteur R. L. Bartini) starten. Für die Erarbeitung der Start- und Landeregime des Flugzeuges RS und des Flugkörpers RSR mit Geschwindigkeiten von Mach 3 wurde eine verkleinerte Version des Aufklärers als NM-1 gebaut und erfolgreich erprobt. Gleichzeitig arbeitete Zybin in Absprache mit dem Chefkonstrukteur S. P. Koroljow an einem orbitalen Gleiter zur gesteuerten Rückkehr aus dem Kosmos auf die Erde PKA (pilotirowannyj planirowannyj kosmitschekij apparat). 1959 wurde das OKB-256 allerdings im Zuge von Kürzungen in der Verteidigungsindustrie geschlossen. Personal und Ausrüstung gingen an das OKB von W. M. Mjassischtschew. Hier setzte Zybin die Arbeit an der Flügelrakete M-44 und dem WKS M-48 fort. 1960 wurde auch das OKB-23 geschlossen und als Filiale an das OKB-52 von W. N. Tschelomei angegliedert. Tschelomei ließ die Arbeiten am M-48 und R-020 im April 1961 einstellen.

## Arbeit für die sowjetische Raumfahrt
Ende 1960 kehrte Zybin als Stellvertreter von S. P. Koroljow, seinem langjährigen Freund, ins OKB-1 zurück. Die Erfahrungen bei der Entwicklung des RSR halfen ihm bei der Konstruktion des ersten sowjetischen Aufklärungssatelliten „Zenit“, der 1964 in die Bewaffnung aufgenommen wurde. Es folgten dann Arbeiten an einer unbemannten Modifikation des Raumschiffes „Wostok“, an dem Kommunikationssatelliten „Molnija“, an den Raumschiffen „Sojus“ und „Sojus-T“ und an dem wenig bekannten Projekt einer Orbitalstation „Swesda“. 1974 wurde Zybin Stellvertreter des Chefkonstrukteurs, später wissenschaftlicher Berater im Programm „Buran“. In den letzten Jahren (seit 1986) leitete P. W. Zybin wissenschaftliche Forschungsarbeiten für einen einstufigen Raumgleiter beim NPO „Energija“.

## Auszeichnungen
Für seine Verdienste wurde P. W. Zybin mit einer Reihe von Orden und Medaillen ausgezeichnet: dem Leninorden, zweimal mit dem Rotbannerorden, dem Orden des Roten Sterns, dem Orden des Vaterländischen Krieges II. und I. Klasse sowie dem Orden des Roten Banners der Arbeit.